# آرون دی اوکونل
 آرون دی اوکونل (انگلیسی: Aaron D. O'Connell؛ زاده ۵ مارس ۱۹۸۱) یک فیزیک‌دان اهل ایالات متحده آمریکا است.